# Леб и сол
Леб и сол је македонска џез/рок/етно група, формирана 1. јануара 1976. Леб и сол такође су били и један од најпопуларнијих рок састава на подручју бивше Југославије.

## Историја

### Рано доба
Половином 1970-их година, релативно мала музичка сцена у Скопљу узроковала је честу сарадњу међу будућим члановима састава Леб и сол. Влатко Стефановски (гитара) и Бодан Арсовски (бас-гитара) још у петом разреду основне школе свирају заједно у саставу ВИС „Јегуље“. Први значајнији рад њих двојица имају у џез-рок групи “Брег“, коју је предводио Мики Петковски (клавијатуре). На бубњевима је био Гарабет Тавитјан - Гаро, који убрзо одлази на одслужење војног рока, а Петковски прелази у састав “Смак“ и “Брег“ престаје са радом.
Дана 1. јануара 1976. године, Влатко Стефановски (гитара), Бодан Арсовски (бас-гитара), Никола Димушевски (клавијатуре) и Димитрие Чучуровски (бубњеви), оснивају састав Леб и сол. Име састава потиче од традиционалног поздрава који је дословно значио „Хлеб и со“, а користио се често као израз ината и одлучности, као на пример „Ја ћу јести само хлеб и сол, али нећу попустити“, међутим такво што нема везе са именом састава. У студију Радио Скопља снимају своје прве снимке: „Етида бр.3", „Деветка“ и „Песма за нас“. Њихова музика садржала је елементе рока, џеза и македонске етно музике. Како је састав музичко сазревао тако је утицај џеза постајао све слабији. Међутим на концертима састав изводи дуготрајне класичне џез верзије традиционалног етно-фолка као што су нумере "Јовано, Јованке" и „Абер Дојде Донке“, што је публика примала са великим одушевљењем.

### Крај 1970-их (почетак популарности)
У априлу 1977. године први пута наступају ван граница СР Македоније, када свирају као предгрупа Драги Млинарецу у Новом Саду. Исте године наступају на омладинском фестивалу у Суботици, где освајају награду и потписују уговор са дискографском кућом ПГП-РТБ. Крајем августа као предгрупа Бијелог дугмета наступају на концерту код Хајдучке чесме. Крајем године учествују на 'БООМ' фестивалу у Новом Саду, а концертне верзије њихових песама „Под водом“ и „У сенци“, налазе се на компилацији БООМ '77, коју 1978. године објављује издавачка кућа Сузи.
У септембру 1977. године објављују свој првенац албум Леб и сол, којег снимају у студију РТВ Нови Сад. Албум објављује издавачка кућа ПГП-РТБ, а продуцент на материјалу био је Јосип Бочек. Јосип Бочек био је бивши гитариста састава Корни група, а Стефановски је био његов обожаватељ тако да је сарадња настављена и на следећим албумима. Материјал на албуму је под великим утицајем џез и рок тема, а од девет нумера чак шест су инструменталне. Сви чланови састава су аутори композиција, мада је Стефановски најзаслужнији.
Леб и сол су првенствено били концертни састав, којима је наступ у живо служио за импровизације и исказивање инструменталне виртуозности.
На Опатијском фестивалу, у пролеће 1978. године, изводе песму „Абер дојде Донке“ са којом освајају награду за „Најбољи уметнички утисак и најуспешнију примену фолклорног израза“. Убрзо након тога долазе на сам врх рок састава са подручја Југославије, а за припрему материјала за нови албум добијају много боље студијске услове.
Други албум под именом Леб и сол 2, издају 1978. године, а објављује га дискографска кућа ПГП-РТБ. Пратећи успешност албума првенца, поред већ успешне композиције „Абер дојде Донке“, ту су још инструментали „Марија“, „Акупунктура“, „Узводно од туге“, а за вокалну изведбу песме „Таласна дужина“, текст је написао Влатков брат, Горан Стефановски, који ће убудуће са њима наставити да сарађује.
Леб и сол постају врло популарни састав крајем седамдесетих и почетком осамдесетих, а њихова прва два албума, на којима се налази материјал доступан за ширу публику, сматрају се најзаслужнијима за то. Иако су се сви чланови састава показали као изврсни музичари, Влатко Стефановски долази до најјачег изражаја као изузетан виртуоз на гитари. Часопис Џубокс 1978. године према гласању читалаца, проглашава их саставом године.
Трећи албум под називом Ручни рад издају 1979. године, а објављује га издавачка кућа ПГП-РТБ. Материјал снимају у студију Б Радио Београда, а на две композиције гостује саксофониста Мића Марковић. Албум је стилом био лагано под утицајем џеза, а ауторство потписују опет сва четворица. Неке од успешних су песме „Кумова слама“, „Ручни рад“ и „Верни пас“. Након објављивања албума Никола Димушевски напушта састав ради сталног радног односа у забавном оркестру РТВ Скопље, а на његово место долази Мики Петковски, међутим и он их врло брзо 1980. године напушта и одлази за Канаду. Оставши без клавијатуристе, одлучили су наставити да раде као трио и почели су припремати материјал за следећу плочу.

### 1980.
Њихов четврти студијски албум под називом Бесконачно издају 1981. године, а објављује га дискографска кућа ПГП-РТБ. Задржали су свој стил, а музику су прилагодили трију. На материјалу неке од значајних нумера су обрада старе македонске пјесме „Зајди, зајди јасно сонце“, „Жива рана“ од Влатка Стефановског и од Бодана Арсовског „Скакавац“. Исте године снимају ТВ филм Огин у продукцији Радио-телевизије Београд. Након објављивања албума састав напушта бубњар Гарабет Тавитјан, а на његово место из 'ЈУ групе' долази Драгољуб Ђуричић.
Након краткотрајног ангажмана у мјузиклу и позоришту, новембра 1981. године у студију Радио Скопља снимају свој следећи албум Следовање. Албум издаје дискографска кућа ПГП-РТБ, а први пут су сами продуценти. Материјал се састоји од претежно вокалних нумера, а „Носим твој жиг“ постаје велики радијски хит. Између осталих нумера још од значајних је обрада народне песме „Миле Поп Јорданов“. Тога љета два и по месеца гостују са 'КПГТ' позориштем у Америци, где наступају по разним клубовима и свирају са саставом 'Биг Кантри'. Исте године објављују двоструки уживо албум Акустична траума, који је уједно и последњи којег издаје дискографска кућа ПГП-РТБ. Материјал на албуму састоји се од концерта одржаног 13. априла 1982. године, у загребачком 'Кулушићу', а миксован је у М-2 студију, РТВ Скопља.
Следећи албум Калабалак објављују 1983. године, а издаје га дискографска кућа Југотон (данашња (Кроациа Рекордс). Материјал снимају са гостима: Боби Мицев (клавијатуре) и Петар Каргов (саксофон). Следећи албум Тангента снимају у септембру 1984. године, у београдском студију 'Аквариус'. Албум 1984. године објављује издавачка кућа Југотон, а продуцент материјала био је Кевин Ајерс. Музички гости су Лаза Ристовски на клавијатурама и Ненад Јелић на удараљкама. Велики успех на радију постигла је песма „Контакт је скуп“. 1986. године објављују албум Звучни зид, са којим обележавају своју десетогодишњицу музичког рада. Албум садржи материјал за позориште, филм и телевизију, па су ту теме за ТВ емисију „Бушава азбука“, позоришне представе „Ослобођење Скопља“, „Тумба, тумба дивина“, „Коштана“ и за филмове Шмекер, За срећу је потребно троје и Срећна Нова 1949. Аутори песама су Стефановски и Арсовски, а на материјалу учествују Гарабет Тавитјан (који се у међувремену вратио у састав) и глумица и певачица Ана Костовска.
Пошто је албум објављен, у састав долазе Гоце Мицанов на саксофону и Кирил Ђајковски на клавијатурама. С њима двојицом ускоро одлазе у студио и снимају следећи албум Као какао. Албум излази 1987. године, а објављује га дискографска кућа Југотон. Овим материјалом направили су промену у стилу и снимили десет вокалних нумера. Продукцију су радили Стефановски, Арсовски и Брацо Зафировски, а као музички гости учествују Беби Дол, Ана Костовска и Рони Ватхен, који је свирао ирске гајде. Арсен Дедић је написао текст за песму „Фемме Фатале“, док су остале текстове написали Влатко и његов брат Горан Стефановски. Као какао понудио је неколико врло запажених песама, а то су „Скопље“ (која је први пута снимљена на македонском језику), „Као какао“ (текст припева преузет из књиге „Школица“ од Хулиа Кортасара), „Мамурни људи“, „Чувам ноћ од будних“ и „Femme fatale“. Влатко Стефановски у исто време снима музику за филмове Заборављени и Чаруга и гостује на материјалу Жељка Бебека и загребачког рок састава Филм.
Следећи албум “Путујемо“, издају 1989. године, у истој постави, а објављује га дискографска кућа Југотон. Продукцију су радили сами заједно са Брацом Зафировским, а музику и текст за осам нумера написао је Влатко Стефановски. Нумера „Суморно пролеће“, компоновао је Бодан Арсовски, а текст је написао Горан Стефановски. На материјалу су наново наступили музички гости, а то су Калиопи као пратећи вокал, Зоран Јовановић на саксофону и кларинету и Кире Костов на рогу. Песма која се издвојила од осталих и постала велики хит је „Чукни во дрво“. У састав се на место клавијатура вратио Никола Димушевски, који је учествовао и на снимању албума.

### 1990.
Пошто су објавили албум Путујемо, следеће године Влатко Стефановски и Бодан Арсовски оснивају сопствену издавачку кућу Third Ear music. Исте године објављују и албум под називом Зодијак, на коме се налази музика за истоимену балетску представу. Када је албум објављен, поново их напушта Гаро Тавитјан и оснива џез састав 'Парамециум', у коме још свирају Игор Димовски на гитари, Гоце Мицанов саксофон, Љупчо Стојсављевић бас-гитара и на клавијатурама Валентино Скендеровски и Јованчо Арсовски.
У мају 1991. године, у постави Стефановски, Арсовски, Димушевски и Ђуричић, одлазе на турнеју по Сједињеним Државама и Канади. Концерт одржан у престижном клубу 'ЦБГБ', који се налази у Њујорку, објављују ЦД Уживо у Њујорку (Live in New York). Албум излази исте године, а објављује га дискографска кућа Third Ear music. Материјал садржи и снимке са пробе у студију 'Американ', снимке нумере „Благослов“ из Македонске православне цркве у Торонту, тема "Going back to Skopje" (снимљена у покретном студију у Торонту) и обрада народне песме „Учи ме мајко, карај ме ", која је снимљена у Скопљу у октобру 1991. године.
У пролеће 1992. године свирају четири концерта, који су тотално распродати, у београдском 'Сава центру', а након тога одлазе у амстердамски клуб 'Парадизо'. Дражен Врдољак у децембру 1995. године организује концерте у Загребу, Пули и Ријеци, а тада са њима наступа и Гаро Тавитјан на бубњевима.
Године 1995. издају свој последњи албум Антологија. Албум је двострука ЦД компилација која садржи преглед њихове комплетне музичке каријере до тада, а објављује га дискографска кућа Third Ear music. Након објављивања албума, свој последњи концерт састав Леб и сол одржали су 13. децембра 1995. године у Солуну у клубу 'Милос', након којег се разилазе.

### Соло каријере
Кад је Леб и сол престао са радом, чланови састава се окрећу соло каријери. Влатко Стефановски је још 1994. године објавио албум Каубоји & Индијанци, на којем су му помагали Златко Ориђански, Махмут Музафер, Горан Бреговић, Гоце Мицанов и чланови састава Нитјананда. Садржи дванаест нумера које се разликују у жанру, а продуцент је био Брацо Зафировски. 1997. године издаје свој трећи ЦД Џипси меџик, на коме се налази музика за истоимени филм, којег је режирао Столе Попов.
Бодан Арсовски 1995. године објављује ЦД Endless view. На снимању су му помагали Пеце Атанасовски (гајде), Коки Димушевски, Ђоле Мишковски (клавијатуре), Зоран Јовановић, Сабит Тахири и Гоце Мицанов. Наступају под именом Езгија бенд, али након смрти Пеце Атанасовског, Арсовски је увелико смањио наступе састава.
Исте године Гаро Тавитјан заједно са саставом Парамециум, у Скопљу објављује ЦД Live, на којем се налазе снимци са њихових концерата. Следећи Гарин ЦД садржи уживо снимке са концерта одржаног 25. априлу 1995. године у Скопљу у простору Куршумли Ан. Гаро поред тога што објављује албуме такође и компонује музику за балет и позоришне представе.
Током 1990-их година, бивши чланови састав Леб и сол паралелно снимају и објављују албуме. Највише се истиче рад Влатка Стефановског који је објавио осам соло албума и сарађивао на пројектима разних извођача и писао музику за филм и позориште. За позоришну представу Сарајево, која је изведена у Антверпену, Влатко је написао музику, а његов брат Горан Стефановски сценарио, док је редитељ био Слободан Унковски. ЦД је објављен 1996. године јер Влатко није желео да га издаје док траје рат у Босни.

### Поновно окупљање
Кад су одржали последњи концерт 1995. године у клубу Милос у Солуну и након тога се разишли, чланови састава су се окренули својој успешној соло каријери.
У априлу 2006. године састав се поново окупља како би обележили 30 година свога постојања. Постава која је кренула на турнеју по земљама бивше Југославије била је у саставу Влатко Стефановски, Бодан Арсовски, Гарабет Тавитјан и Коки Димушевски. Влатко Стефановски касније одлази из састава, а остали чланови у новој постави (Арсовски, Димушевски, на бубњевима Срђан Дункић и замена за Стефановског Димитар Божиков) 2008. године објављују албум И така натака, на којем у две композиције ("Си заљубив едно моме“ и "It's warming up") гостује рок певач Дадо Топић.

## Дискографија
- Леб и сол (ПГП РТБ, 1977)
- Леб и сол 2 (ПГП РТБ, 1978)
- Ручни рад (ПГП РТБ, 1979)
- Бесконачно (ПГП РТБ, 1981)
- Следовање (ПГП РТБ, 1982)
- Акустична траума - Двоструки уживо (ПГП РТБ, 1982)
- Калабалак (Југотон, 1983)
- Тангента (Југотон, 1984)
- Звучни зид (Југотон, 1986)
- Као какао (Југотон, 1987)
- Путујемо (Југотон, 1989)
- Зодијак (Third Ear Music, 1990)
- Live in New York (Third Ear Music, 1991)
- Антологија - Двострука ЦД компилација (Third Ear Music, 1995)
- Live in Macedonia - ЦД / DVD (Avalon Production, 2006)
- И така натака - ЦД / DVD (Hammer production, 2008)

## Фестивали
- 1977. Бум поп фестивал, Нови Сад - Под водом / У сенци
- 1978. Опатија - Ние четворицата (вече рок музике)